# ابر آتش‌کومه‌ای

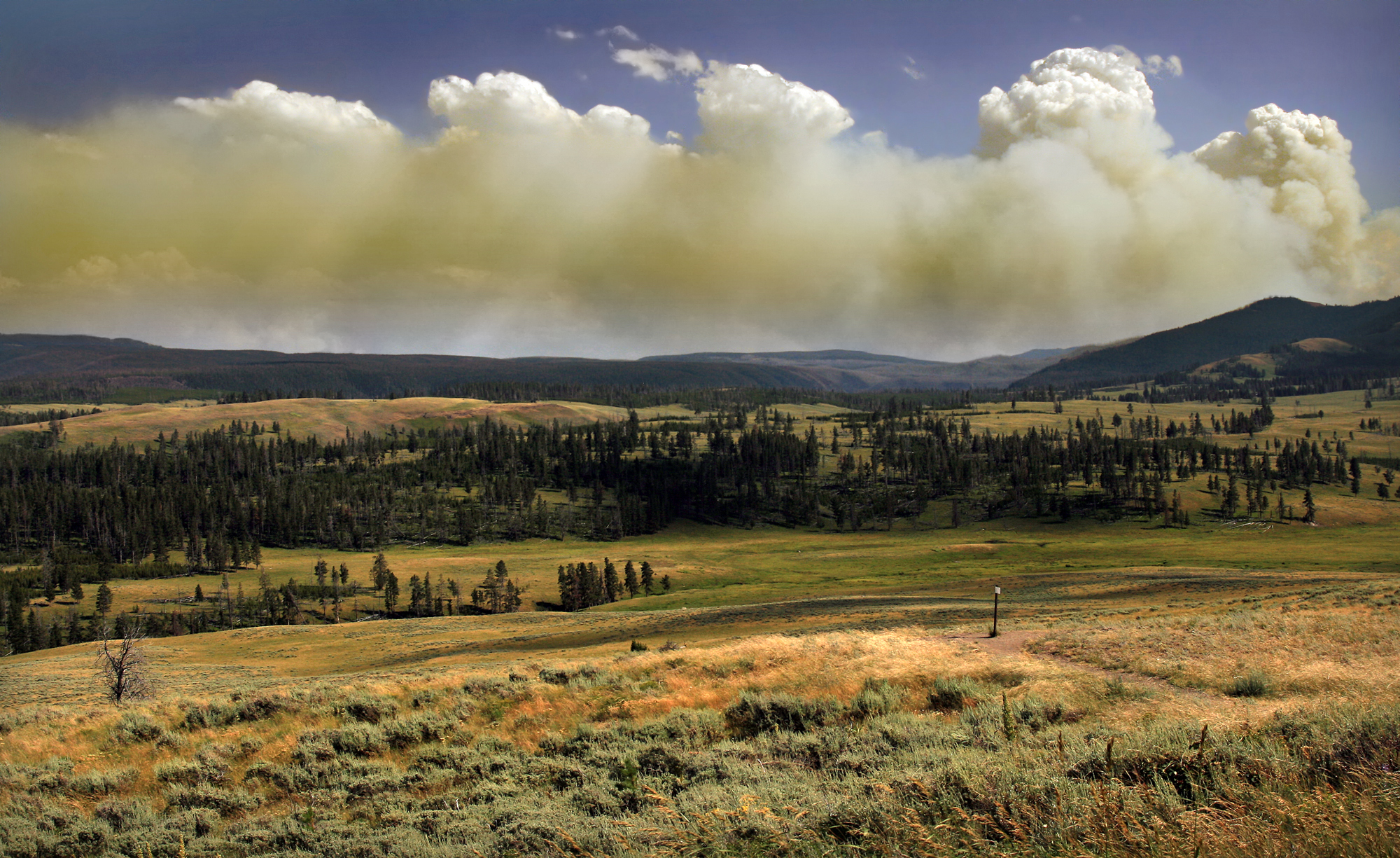
آتش‌سوزی در پارک ملی یلوستون آمریکا که ایجاد ابرهای آتش‌کومه‌ای کرده‌است.

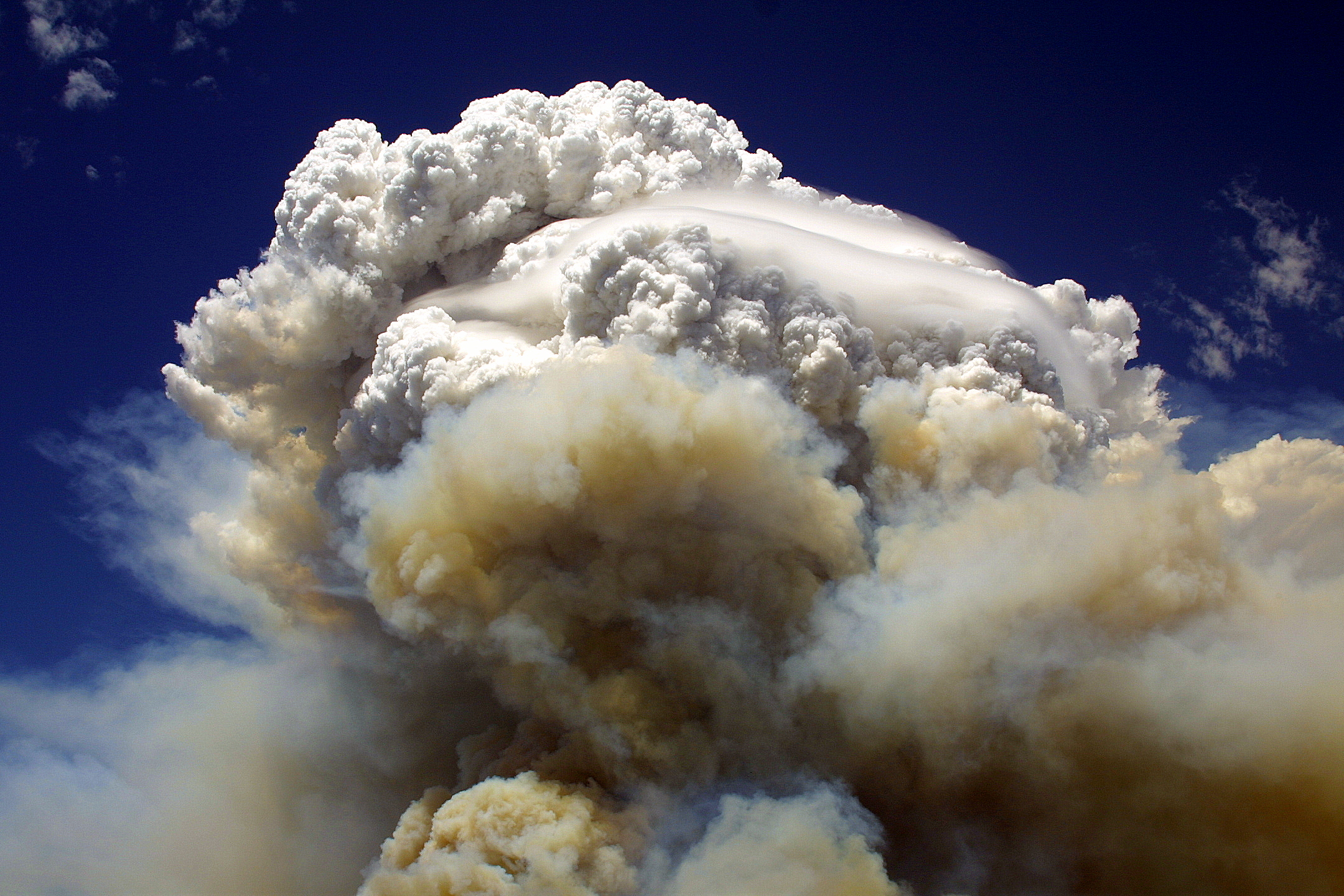
آتش‌سوزی بید در سال ۲۰۰۴ در نزدیکی پیسون، آریزونا، ابری از شعله‌ور شدن آتش را ایجاد کرد.

ابر آتش‌کومه‌ای یا پیروکومولوس (Pyrocumulus cloud) پدیدهٔ گرمایی است که در اثر گرم شدن سریع و شدید یک ناحیه و تبدیل آن به رسانای گرما ایجاد می‌شود و در نهایت به ابر کومولوس (کومه‌ای) تبدیل می‌گردد. آتشفشان‌ها، آتش‌سوزی‌های جنگلی، و انفجارهای هسته‌ای (به شکل ابر قارچی‌شکل) همگی از دلایل اصلی تشکیل ابرهای آتش‌کومه‌ای به‌شمار می‌آیند.